# Grevillea erectiloba
Grevillea erectiloba är en tvåhjärtbladig växtart som beskrevs av F. Müll.. Grevillea erectiloba ingår i släktet Grevillea och familjen Proteaceae. Inga underarter finns listade i Catalogue of Life.